# Waldemar Baczak

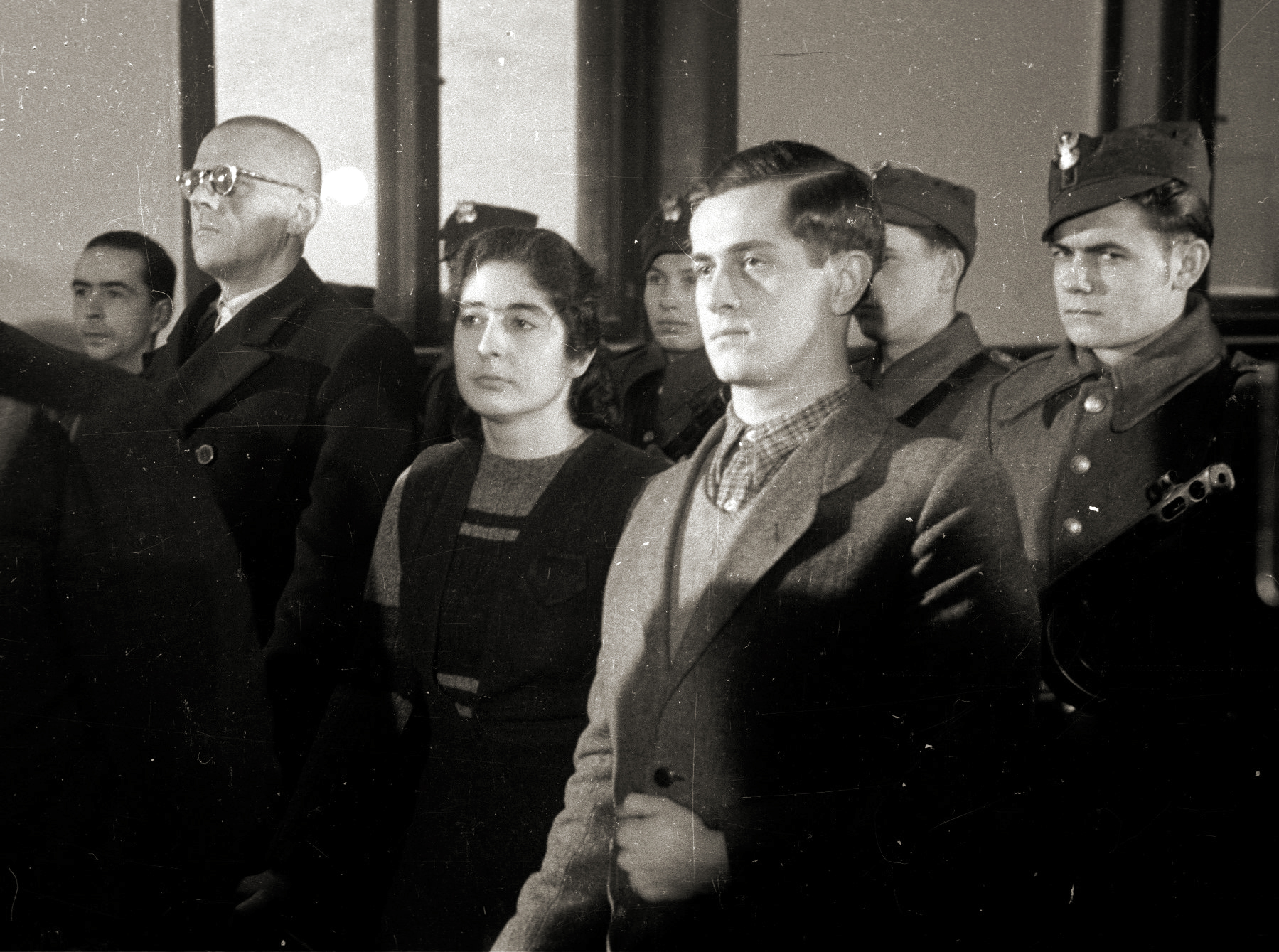
Proces członków Zrzeszenia Wolność i Niezawisłość. Warszawa 10–14 stycznia 1947 r. Na zdjęciu od lewej: Witold Kalicki, Ksawery hr. Grocholski, Krystyna Kosiorek i Waldemar Baczak. bb/gr PAP

Waldemar Baczak ps. Młody, Arne, F-25, Henryk (ur. 15 listopada 1922 w Warszawie, zm. 24 lutego 1947 tamże) – kapral podchorąży Armii Krajowej, żołnierz pułku Baszta, powstaniec warszawski. Pośmiertnie awansowany na stopień podporucznika.

## Dzieciństwo i młodość
Syn Kazimierza i Ireny z Krzyżanowskich. Uczył się w Męskim Gimnazjum i Liceum Tow. im. Jana Zamoyskiego, ukończył je na tajnych kompletach w marcu 1940. W 1942 studiował na Wydziale Prawa konspiracyjnego Uniwersytetu Warszawskiego.

## Okres wojny
W konspiracji od jesieni 1942, kierował referatem więziennym kontrwywiadu wydziału II KO Warszawa AK, a od jesieni 1943 równocześnie dowodził grupą rozpoznawczą Kedywu Okręgu Warszawa AK. Nosił wtedy ps. „Młody”. Opracował projekt wysadzenia w powietrze gmachu Gestapo w al. Szucha przy pomocy wozu-bomby, pomysł ten nie został zrealizowany. W 1944 ukończył z pierwszą lokatą tajną podchorążówkę, awansując do stopnia kpr. pchor. W Powstaniu Warszawskim pod ps. „Arne” dowodził drużyną w 2. plutonie kompanii B-3 pułku AK „Baszta” na Mokotowie, pięciokrotnie ranny, w tym dwukrotnie ciężko, po rekonwalescencji w Oddziale II sztabu 10 Dywizji Piechoty AK.

## Okres powojenny
Po kapitulacji powstania – w Krakowie, gdzie kontynuował studia na Wydziale Prawa Uniwersytetu Jagiellońskiego, we wrześniu 1945 uzyskując dyplom magistra praw. Przeniósł się do Warszawy. Brał udział w pracach dokumentacyjnych pułku AK „Baszta” i pracach ekshumacyjnych poległych powstańców pułku, będąc kierownikiem sekcji dokumentacyjnej i członkiem sekcji ekshumacyjnej. W Warszawie podjął studia doktoranckie na Wydziale Prawa Uniwersytetu Warszawskiego, był przewodniczącym Sądu Koleżeńskiego Studentów UW (organu statutowego Towarzystwa „Bratnia Pomoc” Studentów UW), pracował jako urzędnik w Ministerstwie Spraw Zagranicznych. Od listopada 1945 w Wolność i Niezawisłość, ps. „F 25”, „Henryk”, kierował referatem w wydziale informacji Zarządu Obszaru Centralnego.

## Odznaczenia
Został odznaczony Krzyżem Walecznych, Srebrnym Krzyżem Zasługi oraz Medalem Zwycięstwa i Wolności 1945. 

## Aresztowanie, proces, stracenie
Aresztowany 17 listopada 1946 podczas II Krajowej Konferencji Akademickiej, na której był delegatem Towarzystwa „Bratnia Pomoc” Studentów UW, w procesie Wolność i Niezawisłość przed WSR w Warszawie 14 stycznia 1947 wraz z Ksawerym Grocholskim i Witoldem Kalickim skazany na karę śmierci (przewodniczącym składu sędziowskiego był Marian Bartoń). NSW 17 lutego 1947 wyrok ten utrzymał w mocy. Nie prosił o łaskę, ale o darowanie mu życia błagali Bieruta: dziadek – 91-letni Antoni Baczak, babka i chrzestna, 83-letnia Maria Krzyżanowska, matka – Irena Baczak, Towarzystwo „Bratnia Pomoc” Studentów UW. W obronę podwładnego mocno zaangażował się dowódca kompanii B-3 pułku AK „Baszta” por. Michał Juchnicki „Wicher”. 16 lutego 1947 do kancelarii Bieruta nadszedł z Gentofl (Dania) telegram z prośbą o łaskę dla trzech skazańców: Grocholskiego, Kalickiego i Baczaka, nadany przez Emila Dehna, znanego duńskiego publicystę i dziennikarza. Bierut nie skorzystał z prawa łaski. Waldemar Baczak został stracony 24 lutego 1947 roku w więzieniu mokotowskim. Zadziwia pośpiech wykonania wyroku, tłumaczony zapewne rosnącymi protestami opinii społecznej.

## Upamiętnienie
Dokładne miejsce pochówku nieznane. Mogiła symboliczna na Cmentarzu Wojskowym w Warszawie w Kwaterze „na Łączce”, na Cmentarzu Zasłużonych na Pęksowym Brzyzku w Zakopanem oraz na Starych Powązkach w grobie rodzinnym (kwatera 241-6-12). Izba Wojskowa SN 8 III 1991 nakazała zmienić orzeczenia b. WSR w Warszawie i b. NSW i oskarżonych uniewinnić.
11 maja 2020 roku Prezydent Rzeczypospolitej Polskiej podpisał postanowienie Nr 112.27.2020 o pośmiertnym nadaniu Waldemarowi Baczakowi pierwszego stopnia oficerskiego podporucznika w uznaniu zasług na rzecz obronności państwa.